# Ludwing Ortiz
Ludwig Manuel Ortiz Flores (ur. 23 lutego 1976) – wenezuelski judoka. Trzykrotny olimpijczyk. Zajął 21. miejsce w Pekinie 2008 i odpadł w eliminacjach w Sydney 2000 i Atenach 2004. Walczył w wadze półlekkiej.
Piąty na mistrzostwach świata w 1999; uczestnik zawodów w 2003, 2005, 2007 i 2009. Startował w Pucharze Świata w latach 2000, 2004, 2008, 2010, 2011 i 2013. Srebrny medalista igrzysk panamerykańskich w 1999 i 2003 i brązowy w 2007. Wicemistrz igrzysk Ameryki Południowej w 1998 i trzeci w 2006. Pięciokrotnie na podium igrzysk Ameryki Środkowej i Karaibów. Wygrał igrzyska boliwaryjskie w 2001, 2005 i 2009. Zdobył osiem medali mistrzostw panamerykańskich w latach 1998 – 2008, a także sześć medali na mistrzostwach Ameryki Południowej.

## Letnie Igrzyska Olimpijskie 2000
| Konkurencja | Eliminacje             | Klas. końcowa |
| Konkurencja | Przeciwnik I           | Miejsce       |
| ----------- | ---------------------- | ------------- |
| 66 kg       | Pedro Caravana (POR) P | 1 runda       |

## Letnie Igrzyska Olimpijskie 2004
| Konkurencja | Eliminacje                 | Repasaże            | Repasaże          | Klas. końcowa |
| Konkurencja | Przeciwnik I               | Przeciwnik I        | Przeciwnik II     | Miejsce       |
| ----------- | -------------------------- | ------------------- | ----------------- | ------------- |
| 66 kg       | Yordanis Arencibia (CUB) P | Heath Young (AUS) Z | João Pina (POR) P | 2 runda.      |

## Letnie Igrzyska Olimpijskie 2008
| Konkurencja | Eliminacje         | Klas. końcowa |
| Konkurencja | Przeciwnik I       | Miejsce       |
| ----------- | ------------------ | ------------- |
| 66 kg       | Pedro Dias (POR) P | 21.           |